# Hièrocles d'Alabanda
Hièrocles d'Alabanda (en llatí Hierocles, en grec Ἱεροκλῆς), va ser un retòric grec nadiu d'Alabanda a Cària germà d'un orador notable de nom Menecles.
Tant Hièrocles com el seu germà es van distingir per seva oratòria, coneguda com a oratòria asiàtica per diferenciar-la de l'oratòria àtica. El seu germà va ser mestre del famós Moló de Rodes i, per tant, Hièrocles hauria viscut pels voltants de l'any 100 aC. No consta cap llibre d'aquest orador però alguns discursos existien en temps de Ciceró.